# Nemzetközi Bankárképző Központ
A Nemzetközi Bankárképző Központ, közismert nevén a Bankárképző, a magyarországi bankszakma legnagyobb oktatási-képzési központja, amely jelentős tanácsadási és szakmai rendezvényszervezési feladatokat is ellát. 
Oktatási profiljában a speciális, bankszakmai tanfolyamok mellett hazai akkreditált szakképesítést adó, magyar diplomát adó, illetve nemzetközileg akkreditált banki, befektetési és kockázatkezelési programok találhatók. A Bankárképző, mint Közép- és Kelet-Európa első ilyen jellegű intézménye, számos nemzetközi know-how transzfer és fejlesztési program magyar társintézménye volt.
A Bankárképző ügyfelei magyar bankok és pénzügyi intézmények, vállalatok és biztosítótársaságok, valamint különféle kormányzati hatóságok. Nemzetközi együttműködés keretében külföldi bankok fejlesztésében is részt vesz.
30 éves fennállása alatt OKJ-s és hazai, illetve nemzetközi diplomaprogramjait közel 100 000 hallgató teljesítette sikeresen. A képzések gyakorlatiasságát, mindenkori szakmai aktualitását biztosítja, hogy az oktatók, trénerek banki, befektetési, pénzügyi szakmai gyakorlattal, tapasztalattal rendelkeznek, elismert szakértőnek számítanak a piacon.

## Története
A Nemzetközi Bankárképző Központ, Magyarország és a térség első ilyen jellegű intézménye 1988 novemberében alakult részvénytársaságként. Magánszemélyek kezdeményezésére 28 bank és a francia bankárképző (CFPB) alapította. A Bankárképző igazgatóságának elnöki tisztét 2003-ig hagyományosan az Magyar Nemzeti Bank alelnöke töltötte be (Tarafás Imre, majd Szapáry György), ekkorra a sikeres menedzsment-kivásárlást követően Száz János egyetemi tanár, a Budapesti Értéktőzsde korábbi elnöke lett a Bankárképző elnöke. Vezérigazgatója volt Király Júlia (aki az MNB Monetáris Tanácsának tagja lett később). A cég vezérigazgatója Öcsi Béla.
Oktatás területén meghatározó banki képzések:
- 1993 - OKJ-s bankreferens / banki tanácsadó képzések a kilencvenes évek elejétől
- 1995 - Befektetéselemzői program (EFFAS CEFA)
- 2001 - Befektetéskezelői program (Vagyon, Alap, Portfólió - VAP) a Befektetési Alapkezelők Magyarországi Szövetségével karöltve
- 2009 - Minősített Befektetési Tanácsadó (MBT) képzés
- 2016-tól e-learning képzések széles körű elterjedése, MiFID II
- 2017 - Képesítést nyújtó programok (kockázatkezelés, követeléskezelés, hitelelemzés)
- 2020-tól digitális online oktatás

Mérföldkövek a tanácsadásban: Hitelintézeteknél, pénzügyi intézményeknél, befektetési vállalkozásoknál folyó Bázel II, Bázel III projektekhez kapcsolódó tanácsadás területei:
- Paraméterbecslési modellek (PD, LGD, EAD, CF) hitelkockázat területén
- Működési kockázatkezelés
- ICAAP módszertan
- IRB applikációs csomag
- Szabályzatok felülvizsgálata és átalakítása
- Kockázati jelentőrendszer

## Alapítvány a Pénzügyi Kultúra Fejlesztéséért
Az Alapítványt 1991-ben alapította a Nemzetközi Bankárképző Központ, a Magyar Nemzeti Bank, a Magyar Bankszövetség és a Pénzügyminisztérium. Az Alapítvány a kezdetektől fogva a magyarországi pénzügyi kultúra fejlesztésére törekedett, a tudományos munka, a pénzügyi oktatás és képzés támogatásával. Archiválva 2021. augusztus 16-i dátummal a Wayback Machine-ben
Az Alapítvány a Pénzügyi Kultúra Fejlesztéséért ösztöndíjai:
Felkai András Ösztöndíj
BADI, EFFAS ösztöndíj